# Guido Panzirolus

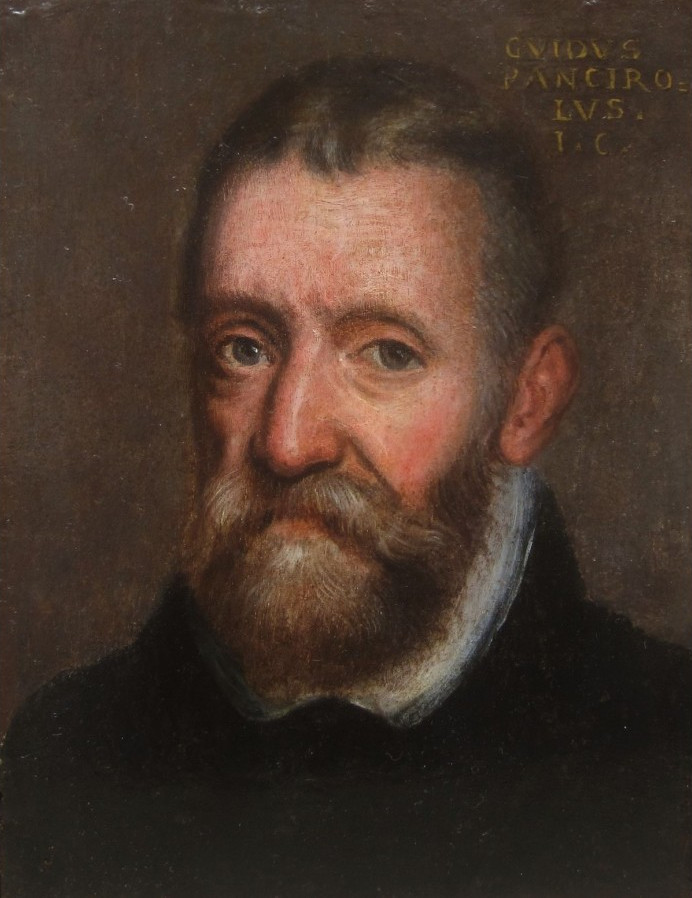
Jacopo Tintoretto: Guido Panzirolus (16. Jahrhundert)

Guido Panzirolus (Nachname auch: Pancirolus, italienisch Guido Panciroli; * 17. April 1523 in Reggio Emilia; † 1. Juni 1599 in Padua) war ein italienischer Professor für Rechtswissenschaften.

## Leben

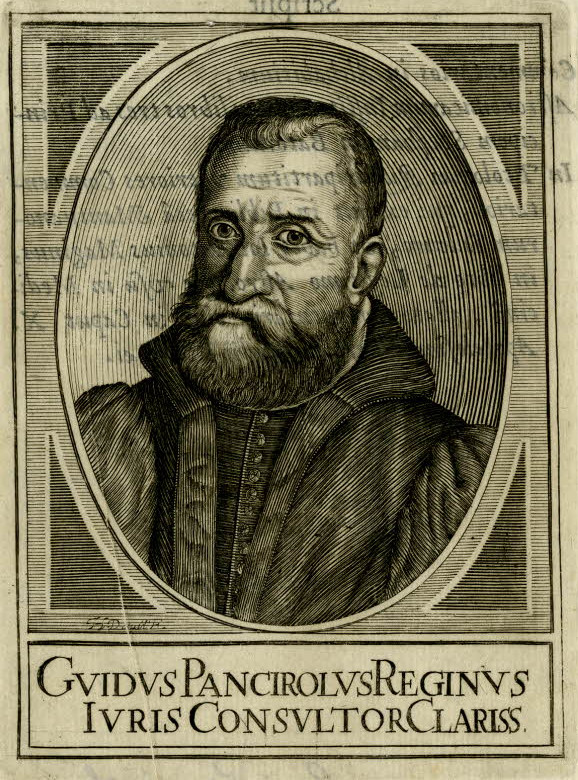
Kupferstich von Guido Panzirolus (1630; Stecher: Jerome David)

Guido war ein Sohn der Caterina Lolli und des in Reggio Emilia renommierten Juristen Alberto Pancirolus. In seiner Heimatstadt erhielt er auf Grundlage griechischer und lateinischer Briefe eine humanistische Bildung. Ab 1540 studierte er in Ferrara Jura. Zu seinen Lehrern zählten unter anderen Prospero Pasetti und Ippolito Riminaldi. Anschließend studierte er bei Andrea Alciato in Pavia, dann bei Marco Mantova Benavides in Padua. Am 25. Oktober 1547 schloss er ebenda sein Studium ab, nachdem er im gleichen Jahr in Padua bereits als zweiter Professor Institutionum lehrte.
Er bekleidete verschiedene Lehrstühle, unter anderem der Rechtswissenschaft und widmete sich auch den Schönen Wissenschaften.
„Aus Verdruß, weil man ihm einen anderen vorgezogen“ hatte, nahm er eine Berufung des Philibert Emanuel, Herzog von Savoyen, zum Professor Juris nach Turin an. Er blieb dort bis zu Philiberts Nachfolger Karl Emanuel I. und verbesserte stetig sein Gehalt. Im Jahr 1580 hatte Panciroli wegen des Todes von Giovanni Cefali eine Rückkehr nach Padua noch abgelehnt. 1582 aber, im Alter von fast 60 Jahren, nachdem er bereits in Folge einer schweren Augenkrankheit ein Auge verloren hatte (auch: aus „Furcht, das Gesicht zu verlieren“) und weil ihm „die Lufft [ergo das Klima] daselbst nicht bekommen wolte“, kehrte er nach Padua zurück. Schon bald glich er sein anfangs etwas niedrigeres Gehalt auch wieder an das, was er zuletzt in Turin erhalten hatte, an.
Pancirolus bemühte sich, die Kultur des Juristen in der zweiten Hälfte des 16. Jahrhunderts für humanistische Einflüsse und historisches Wissen zu öffnen.
Er starb im Alter von 76 Jahren in Padua.
Sein Werk De claris legum interpretibus libri quatuor wurde von Pancirolus’ Neffen Ottavio veröffentlicht. 
In seinem 1599 bis 1602 posthum in zwei Bänden in Frankfurt und Amberg im Druck erschienenen Werk Rerum Memorabilium Libri Duo: Quorum prior Deperditarum: Posterior Noviter Inventarum est („Zwei Bücher über denkwürdige Dinge: das erste über Untergegangenes, das letztere über neu Erfundenes“) beschäftigte er sich mit Erfindungen und Errungenschaften der Antike, die seither entweder verloren gegangen (deperdita), oder die neu gefunden (nova reperta) worden waren. Das Buchmanuskript war durch Pancirolli zunächst auf Italienisch verfasst worden. Pancirollis Student Heinrich Salmuth erhielt das Manuskript im Jahr 1596 von Joachim Camerarius dem Jüngeren und übersetzte es ins Latein, die damalige lingua franca der Gelehrtenwelt. Das Werk wurde bald in verschiedene Sprachen übersetzt (Italienisch, Französisch, Englisch) und hatte eine erhebliche Resonanz in Europa. Später fügten Gelehrte wie Francis Bacon und Jakob Bornitz zu den zwei von Pancirolli benannten  Objektkategorien noch eine dritte, desiderata („Wünschenswertes“), hinzu. Das Werk wurde 1601 und 1605 in zwei Dekreten der Glaubenskongregation auf den römischen Index gesetzt. Hauptgrund waren wohl weniger der durch Pancirolli verfasste Inhalt, sondern die Anmerkungen des lutherischen Übersetzers Heinrich Salmuth.

## Werke (Auswahl)
- Rerum Historicarum patriae suae libri octo
- De claris legum interpretibus libri quatuor